# Sofia Carlota de Hannover
Sofia Carlota de Hannover (en alemany Sophie Charlotte von Hannover) va néixer a Osnabrück (Alemanya) el 30 d'octubre de 1668 i va morir d'una pulmonia a Hannover l'1 de febrer de 1705. Era una noble alemanya, filla de l'elector Ernest August (1629-1698) i de Sofia de Wittelsbach (1630-1714).
Essent encara molt jove, Sofia Carlota va visitar França amb la seva mare, amb la perspectiva de casar-se amb el fill de Lluís XIV de França, el Gran Delfí, però aquest acabà casant-se amb la duquessa Maria Anna de Baviera. Aleshores, s'insinuà la possibilitat de casar-se amb el mateix Lluís XIV, que el 1683 havia enviudat de Maria Teresa d'Àustria. Però, finalment, el seu casament amb Frederic de Brandenburg la va fer reina consort de Prússia. El seu germà gran,  Jordi Lluís esdevindria al seu torn rei de la Gran Bretanya amb el nom de Jordi I.
Sofia Carlota és coneguda sobretot per la seva amistat i correspondència amb un bon amic de la seva mare, Gottfried Leibniz. Era una dona d'una alt nivell cultural, parlava amb fluïdesa francès, anglès i italià a part de l'alemany. El 1696, encarregà la construcció del Palau de Charlottenburg obra d'Arnold Nehring, on va viure independentment del seu marit, i amb la seva pròpia cort. Es va envoltar de músics, filòsofs i científics, i va impulsar la Fundació de Ciències de l'Acadèmia Prussiana. Es va interessar igualment per la música, ella mateixa tocava el clavicordi, i especialment per l'òpera italiana.

## Matrimonis i fills
El 1684 es va casar amb Frederic de Brandenburg (1657-1713), fill de Frederic Guillem de Brandenburg (1620-1688) i de la princesa Lluïsa Enriqueta de Nassau (1627-1667). D'aquest matrimoni en nasqueren:
- Frederic August (1685-1686).
- Frederic Guillem I (1688-1740) que fou el seu successor, i casat amb Sofia Dorotea de Hannover (1687-1757).